# Nowyj Drokow
Nowyj Drokow (ros. Новый Дроков) – wieś (sieło) w Rosji, w obwodzie briańskim, w rejonie suraskim. W 2010 liczyła 310 mieszkańców.